# Resolutie 1578 Veiligheidsraad Verenigde Naties
Resolutie 1578 van de Veiligheidsraad van de Verenigde Naties werd op 15 december 2004 unaniem aangenomen door de VN-Veiligheidsraad, en verlengde de waarnemingsmacht op de Israëlisch-Syrische grens.

## Achtergrond
Na de Jom Kipoeroorlog kwamen Syrië en Israël overeen de wapens neer te leggen. Een waarnemingsmacht van de Verenigde Naties moest op de uitvoer van de twee gesloten akkoorden toezien.

## Inhoud
De Veiligheidsraad:
- Overwoog het rapport van de secretaris-generaal over de VN-waarnemingsmacht en bevestigt ook resolutie 1308.

1. Roept de partijen op onmiddellijk resolutie 338 uit 1973 uit te voeren.
2. Beslist het mandaat van de UNDOF-waarnemingsmacht met zes maanden te verlengen, tot 30 juni 2005.
3. Vraagt de secretaris-generaal dan te rapporteren over de ontwikkelingen en de genomen maatregelen om resolutie 338 uit te voeren.

## Verwante resoluties
- Resolutie 1553 Veiligheidsraad Verenigde Naties
- Resolutie 1559 Veiligheidsraad Verenigde Naties
- Resolutie 1583 Veiligheidsraad Verenigde Naties (2005)
- Resolutie 1595 Veiligheidsraad Verenigde Naties (2005)

Lijst ·  1522 ·  1523 ·  1524 ·  1525 ·  1526 ·  1527 ·  1528 ·  1529 ·  1530 ·  1531 ·  1532 ·  1533 ·  1534 ·  1535 ·  1536 ·  1537 ·  1538 ·  1539 ·  1540 ·  1541 ·  1542 ·  1543 ·  1544 ·  1545 ·  1546 ·  1547 ·  1548 ·  1549 ·  1550 ·  1551 ·  1552 ·  1553 ·  1554 ·  1555 ·  1556 ·  1557 ·  1558 ·  1559 ·  1560 ·  1561 ·  1562 ·  1563 ·  1564 ·  1565 ·  1566 ·  1567 ·  1568 ·  1569 ·  1570 ·  1571 ·  1572 ·  1573 ·  1574 ·  1575 ·  1576 ·  1577 ·  1578 ·  1579 ·  1580